# Nicholas Patrick
Nicholas James MacDonald Patrick, född 22 mars 1964 i Saltburn-by-the-Sea, North Yorkshire, England, är en amerikansk astronaut uttagen i astronautgrupp 17 den 4 juni 1998. Han växte upp i London som brittisk medborgare, men blev amerikansk medborgare 1994.

## Familjeliv
Patrick är gift och har tre barn.

## Karriär
Före detta flyginstruktör.

## Rymdfärder
- Discovery - STS-116
- Endeavour - STS-130

## Rymdfärdsstatistik
| Färd    | Datum                | Tid       | EVA     |
| ------- | -------------------- | --------- | ------- |
| STS-116 | 9 - 22 december 2006 | 308:44:24 | 0:00:00 |
| Totalt  | Totalt               | 308:44:24 | 0:00:00 |